# Pseudopomala
Pseudopomala is een geslacht van rechtvleugeligen uit de familie veldsprinkhanen (Acrididae). De wetenschappelijke naam van dit geslacht is voor het eerst geldig gepubliceerd in 1896 door Morse.

## Soorten
Het geslacht Pseudopomala  is monotypisch en omvat slechts de volgende soort:
- Pseudopomala brachyptera (Scudder, 1862)